# Linia kolejowa Suojarwi – Tomicy
Linia kolejowa Suojarwi – Tomicy – linia kolejowa w Rosji łącząca stację Suojarwi I ze stacją Tomicy.
Linia zarządzana jest przez region pietrozawodzki Kolei Październikowej (części Kolei Rosyjskich).
Linia położona jest w Republice Karelii. Na całej długości jest niezelektryfikowana i jednotorowa.

## Historia
W grudniu 1939, w związku z trwającą sowiecko-fińską wojną zimową, rząd Związku Sowieckiego wydał rozkaz budowy linii kolejowej z Pietrozawodska do fińskiej stacji Suojärvi, znajdującej się wówczas pod sowiecką okupacją. Celem budowy linii było powstanie trasy zaopatrującej radzieckie wojska napastnicze. Wyznaczanie i budowa trasy odbywały się w trudnych warunkach zimowych: krótkich dni, obfitej pokrywy śnieżniej i mrozów dochodzących do -40°C oraz ataków fińskich samolotów. Ruch uruchomiono już po 3,5 miesiąca prac, w marcu 1940.
Podczas wojny kontynuacyjnej linia została przejęta przez Finlandię. Po jej zakończeniu w całości znalazła się w Związku Sowieckim. Od 1991 znajduje się w granicach Rosji.